# Escala de Tanner
La escala de Tanner o estadios de Tanner o escala de madurez sexual (EMS) es una valoración de la maduración sexual a través del desarrollo físico de los niños, adolescentes y adultos. La escala define las medidas físicas de desarrollo basadas en las características sexuales externas primarias y secundarias, tales como el tamaño de las mamas, genitales, volumen testicular y el desarrollo del vello púbico y axilar. Estas tablas son usadas universalmente y permiten una evaluación objetiva de la progresión puberal. Esta escala fue ideada por el pediatra británico James Tanner (1920-2010).
Hay una variación natural muy amplia entre personas sanas de todo el mundo en el rango de inicio de la pubertad, condicionado por patrones sexuales, familiares y étnicos.

## Escalas
La escala de Tanner describe los cambios físicos observados en genitales, mamas y vello púbico, a lo largo de la pubertad en ambos sexos. Esta escala, que está aceptada internacionalmente, clasifica y divide las transformaciones puberales en cinco etapas sucesivas, que van del niño (grado I) al adulto (grado V).

### Genitales masculinos
| Tanner I o prepuberal | Volumen testicular menor de 1,5 ml. Pene pequeño, de 5 cm o menos. Edad normalmente menor de 10 años.                                                                              |  |
| Tanner II             | Volumen testicular entre 1,6 y 6 ml. La piel del escroto se adelgaza, se enrojece y se agranda. La longitud del pene sin cambios. Edad entre 10 y 14 años.                         |  |
| Tanner III            | Volumen testicular entre 6 y 12 ml. El escroto se agranda aún más. El pene comienza a alargarse. Edad entre 14 y 16 años.                                                          |  |
| Tanner IV             | Volumen testicular de entre 12 y 20 ml. El escroto se agranda más y se oscurece. El pene incrementa su longitud, y hay diferenciación del glande. Edad entre los 16 y los 18 años. |  |
| Tanner V              | Volumen testicular mayor de 20 ml. Escroto y pene de adulto. Edad 18 años o mayor.                                                                                                 |  |

### Mamas femeninas
Escala de Tanner para las mamas y vello púbico femenino.
| Tanner I o prepuberal | Sin tejido glandular; la areola sigue los contornos de la piel del tórax. Edad normalmente menor de 9 años.                                                                    |  |
| Tanner II             | Botón mamario, con una pequeña zona de tejido circundante glandular; la areola comienza a ensancharse. Edad entre 9 y 13 años.                                                 |  |
| Tanner III            | La mama comienza a elevarse, y se extiende más allá de los límites de la areola, que continúa aumentando, pero permanece dentro del contorno mamario. Edad entre 13 y 15 años. |  |
| Tanner IV             | Elevación y aumento de tamaño de los senos; areola y pezón forman un montículo secundario que sobresale del reborde de la mama. Edad entre 15 y 17 años.                       |  |
| Tanner V              | La mama alcanza su tamaño definitivo de adulto; la areola vuelve al nivel de la superficie mamaria, pero el pezón sigue haciendo prominencia. Edad 17 años o mayor.            |  |

### Vello púbico (masculino y femenino)
| Tanner I o prepuberal | Sin vello púbico. Edad de 9 o 10 años o menor. |
| Tanner II             | Pequeña cantidad de vello largo y aterciopelado con una ligera pigmentación en la base del pene y el escroto (hombres) o en los labios mayores (mujeres). Edad entre 9 o 10 y 13 o 14 años. |
| Tanner III            | El vello se vuelve más grueso y rizado, y comienza a extenderse lateralmente. Edad entre 13 o 14 y 15 o 16 años.                                                                            |
| Tanner IV             | Las características del vello son similares a las del adulto; se extiende a través del pubis pero no alcanza los muslos. Edad entre los 15 o 16 y los 17 o 18 años.                         |
| Tanner V              | El vello se extiende por la superficie medial de los muslos. Edad 17 o 18 años o mayor. |